# Lothar Meier
Lothar Meier (* 25. September 1941 in Lugau) ist ein deutscher Politiker (SED, PDS, heute Die Linke).

## Leben
Meier besuchte die Grundschule in Mittelbach und machte danach die Lehre zum Facharbeiter für Acker- und Pflanzenbau in Wernesgrün. Er studierte an der Fachschule für Landwirtschaft Zwickau und erwarb den Titel des staatlich geprüften Landwirts. Darauf folgte ein Fernstudium an der Wilhelm-Pieck-Universität Rostock zum Diplom-Agraringenieur. Meier war anschließend Agronomassistent in der LPG Renz in Rosien sowie Vorsitzender der LPG Radelübbe. Zu dieser Zeit wohnte er in Viez bei Hagenow, später zog er nach Radelübbe.

## Politik
Meier war von 1963 bis 1989 Mitglied der SED, die sich danach in PDS umbenannte. Im Januar 1990 wurde er Vorsitzender der PDS im Kreis Hagenow. In demselben Jahr gehörte er der letzten Volkskammer der DDR an. 1991 rückte er in den Landtag von Mecklenburg-Vorpommern nach, dem er bis 1994 angehörte. 2004 wurde er Mitglied des Kreistags Ludwigslust; eine Wiederwahl scheiterte 2009.